# Det sjunde inseglet
Det sjunde inseglet är en svensk dramafilm från 1957, skriven och regisserad av Ingmar Bergman, med bland andra Max von Sydow, Bibi Andersson, Nils Poppe, Gunnar Björnstrand, Inga Landgré och Bengt Ekerot i rollerna. Filmen handlar om en medeltida riddares (Sydow) resa genom ett pesthärjat landskap, och ett symboliskt schackparti mellan honom själv och Döden (Ekerot), som har kommit för att ta hans liv. Bergman utvecklade filmen från sin egen pjäs Trämålning från 1954. Titeln syftar på ett avsnitt ur Uppenbarelseboken, som används både i början av filmen och mot slutet, som inleds med orden "Och när Lammet bröt det sjunde inseglet, uppstod i himmelen en tystnad som varade vid pass en halv timme." (Upp 8:1) Referatet hänvisar till "Guds tystnad" som är ett viktigt tema i filmen.
Filmen anses vara en stor bioklassiker världen över, och hjälpte Bergman att etablera sig som regissör även internationellt. På IMDbs lista över de 250 bästa filmerna någonsin ligger Det sjunde inseglet på plats 157 (1 februari 2020). Av alla filmer som Bergman gjorde var denna en av hans egna favoriter.

## Handling

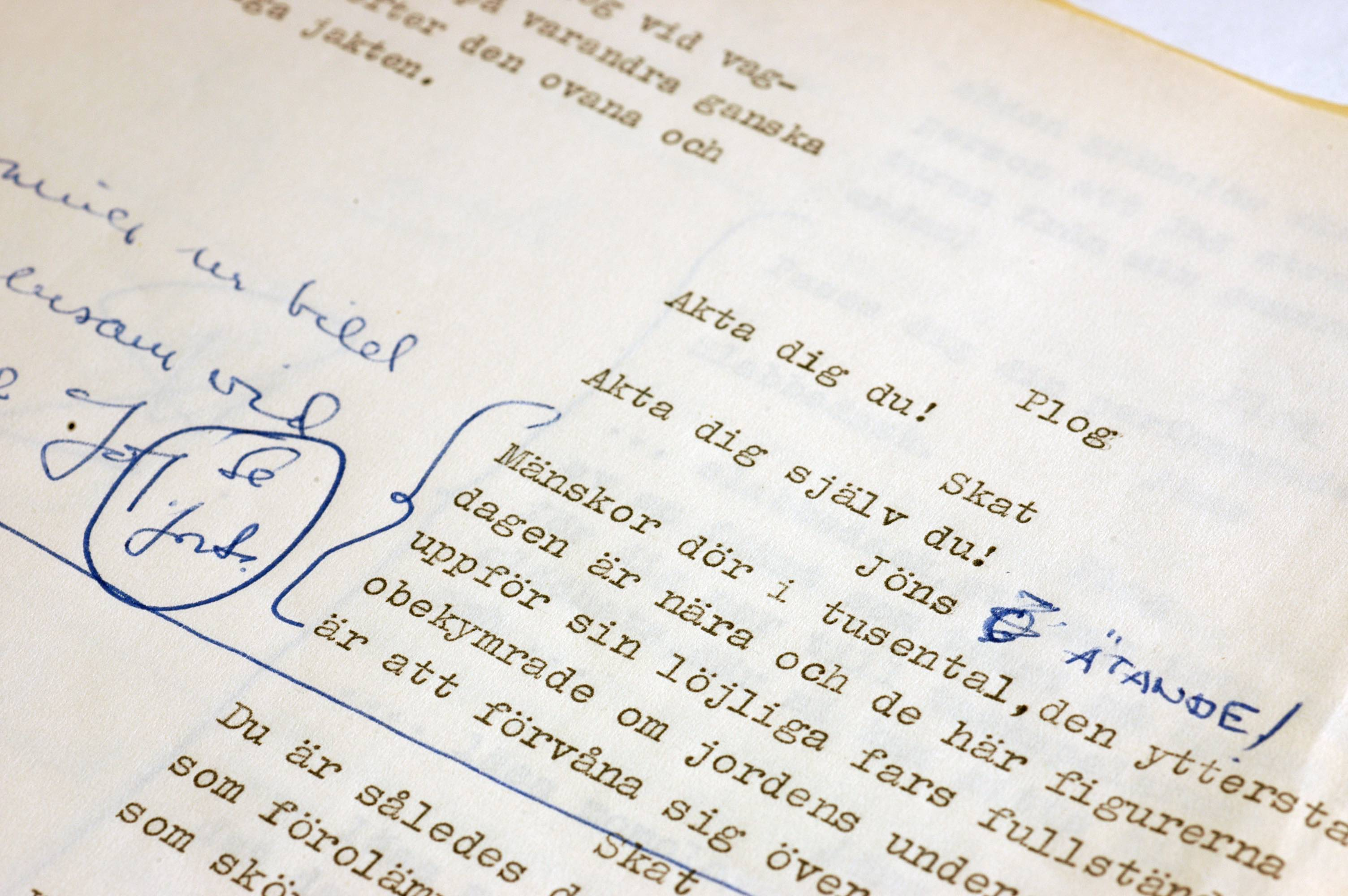
Regimanuskript till Det sjunde inseglet.

Filmen utspelar sig i mitten av 1300-talet under digerdöden. En riddare, Antonius Block (Max von Sydow), och hans väpnare, Jöns (Gunnar Björnstrand) återkommer till Sverige efter att ha deltagit i ett korståg till det heliga landet. Digerdöden sprids genom landet, och människor lever i skräck för att drabbas av den fruktade epidemin. Riddaren anfräts av religiösa grubblerier och när Döden (Bengt Ekerot) dyker upp för att hämta honom ber han om att få spela ett parti schack för att skjuta upp det oundvikliga.
Riddaren och Jöns kommer så småningom fram till en liten gråstenskyrka där Albertus Pictor (Gunnar Olsson) själv är i full färd att måla dödsdansen på en av kyrkans väggar. Jöns diskuterar pesten med målaren, men Riddaren Block vänder sig till en präst i biktstolen. Riddaren berättar för prästen om hur han spelar schack med Döden och avslöjar sin strategi, bara för att upptäcka att prästen är döden själv, gömd i skuggorna. Kort därefter beger sig Jöns till en övergiven gård för att leta efter vatten. Den enda överlevande på gården är en piga (Gunnel Lindblom). Han får pigan att följa med honom och riddaren på deras färd.
Ett ungt skådespelarpar, Jof och Mia (Nils Poppe och Bibi Andersson), drar från by till by tillsammans med sin lille son, Mikael, och den vresige teaterdirektören Skat (Erik Strandmark). Jof får syner och uppenbarelser som hans hustru inte alltid tror på. Skat lämnar dock sällskapet för en kvinnas skull. Hon visar sig vara gift med byns smed, Plog (Åke Fridell), som blir rasande när han inser vart hans hustru har försvunnit.
I en by där de båda sällskapen hamnar har prästerna funnit en ung kvinna skyldig till den härjande farsoten. De menar att hon har haft kontakt med Djävulen och därför ska brännas för häxeri. Riddaren försöker få kontakt med henne – han tror att om han bara kan få kontakt med Djävulen kan han även få kontakt med Gud och på så sätt få vetskap om Guds existens. Hans försök är dock fruktlöst. Riddaren önskar utföra en god gärning innan döden hinner upp honom. I mötet med skådespelarfamiljen får han också chansen. I den sista scenen vaknar Jof tillsammans med sin familj och ser hur Döden leder riddaren och hans sällskap i en dödsdans.

## Rollista
| Max von Sydow      | – Antonius Block, riddare            |
| Bengt Ekerot       | – Döden                              |
| Nils Poppe         | – Jof, skådespelare                  |
| Bibi Andersson     | – Mia, skådespelare, Jofs hustru     |
| Gunnar Björnstrand | – Jöns, väpnare                      |
| Gunnel Lindblom    | – kvinnan utan namn                  |
| Maud Hansson       | – häxanklagade kvinnan               |
| Inga Landgré       | – Karin, riddarens hustru            |
| Åke Fridell        | – smeden Plog                        |
| Inga Gill          | – Lisa                               |
| Erik Strandmark    | – Jonas Skat, gycklargruppens ledare |
| Bertil Anderberg   | – Raval                              |
| Anders Ek          | – munk                               |
| Gunnar Olsson      | – kyrkmålare                         |

Mindre ej redovisade roller, i urval
| Benkt-Åke Benktsson | – köpman på värdshus |
| Gudrun Brost        | – piga på värdshus   |
| Tor Borong          | – bonde på värdshus  |
| Lars Lind           | – ung munk           |
| Ulf Johanson        | – knektanförare      |
| Sten Ardenstam      | – knekt              |

## Filmens tillkomst

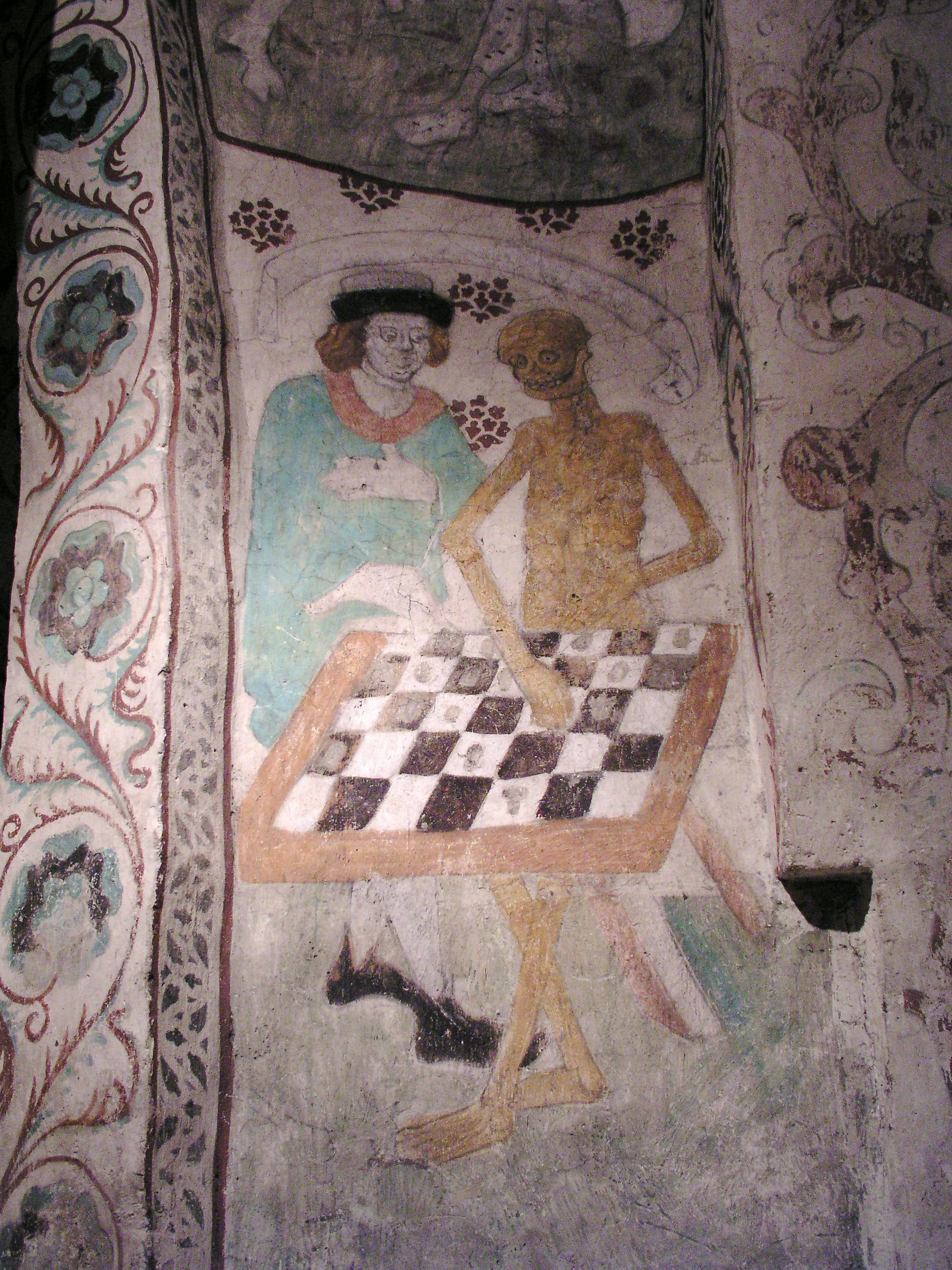
Döden spelar schack av Albertus Pictor i Täby kyrka.

Filmen grundar sig i Ingmar Bergmans teaterpjäs Trämålning. Bergman skrev pjäsen under 1953–1954 för eleverna vid Malmö Stadsteaters elevskola. Från början var den menad som en ren övningspjäs och byggde på ett antal monologer, bland annat en där Döden spelar schack med en stum riddare. Denna spelades först upp som radioteater 21 september 1954. Den 18 mars året därpå sattes pjäsen upp på Malmö stadsteater, vid båda tillfällena var det Bergman själv som stod för regin. Stockholms-premiären skedde redan den 16 september 1955 på Dramaten, denna gång i regi av Bengt Ekerot. Bergman har berättat att han skrev filmen för att besvärja sin dödsrädsla. Därför ville han ge döden en huvudroll, varpå han fick vara med, personifierad, redan från början. Han lät sig då inspireras av den medeltida målningen Döden spelar schack i Täby kyrkas innertak, målad av Albertus Pictor. Målningen föreställer en riddare som spelar schack med Döden och arbetsnamnet för filmen var just Riddaren och Döden. Även scenen där Döden sågar ned det träd som gycklargruppens ledare, Jonas Skat, sitter i är influerat av en kyrkomålning. Enligt Internet Movie Database hämtade Bergman även inspiration från Akira Kurosawas filmer när han skrev manus till Det sjunde inseglet.
Den slutgiltiga titeln anspelar på Uppenbarelseboken, närmare bestämt åttonde kapitlet som i svenska biblar är rubricerat Det sjunde sigillet bryts, eller i utgåvor av 1917 års översättning "De sju inseglen". Delar av texten läses två gånger i filmen i inledningsscenen och i den näst sista scenen, då riddarens hustru, Karin (Landgré) läser högt ur bibeln. I bibeln bryter Jesus sju stycken sigill för att slutligen kunna möta och bekämpa Djävulen. För varje sigill släpper dock Djävulen ut en olycka över jorden. Bakom det fjärde sigillet döljer sig döden själv som sprider pesten i världen. Även Gunnel Lindbloms enda replik, "Det är fullbordat" har en koppling till bibeln, då orden även är Jesus sista ord på Golgata enligt Joh 19:30.

## Produktion

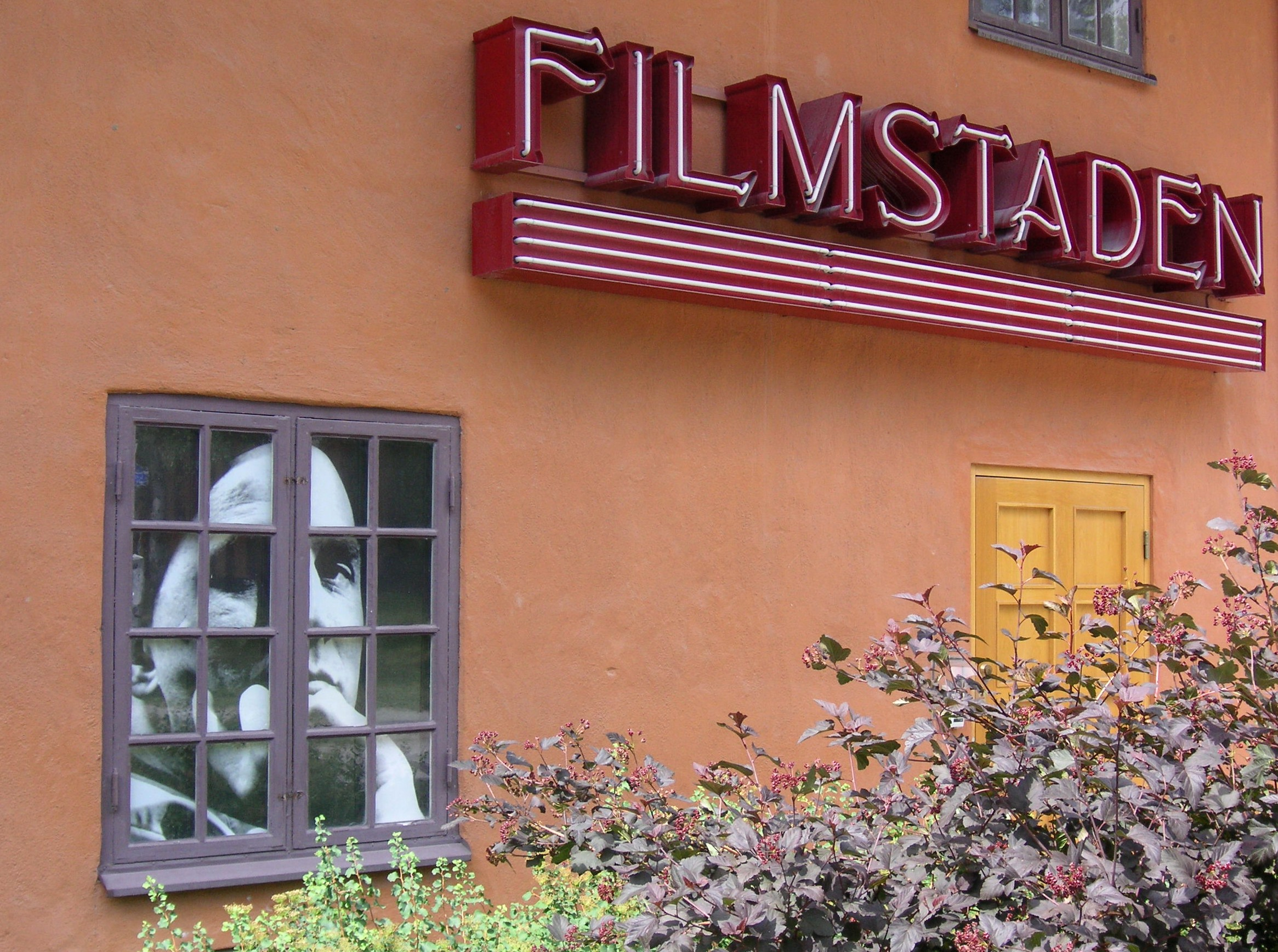
Ett porträtt av Bergman i Filmstaden, Solna.

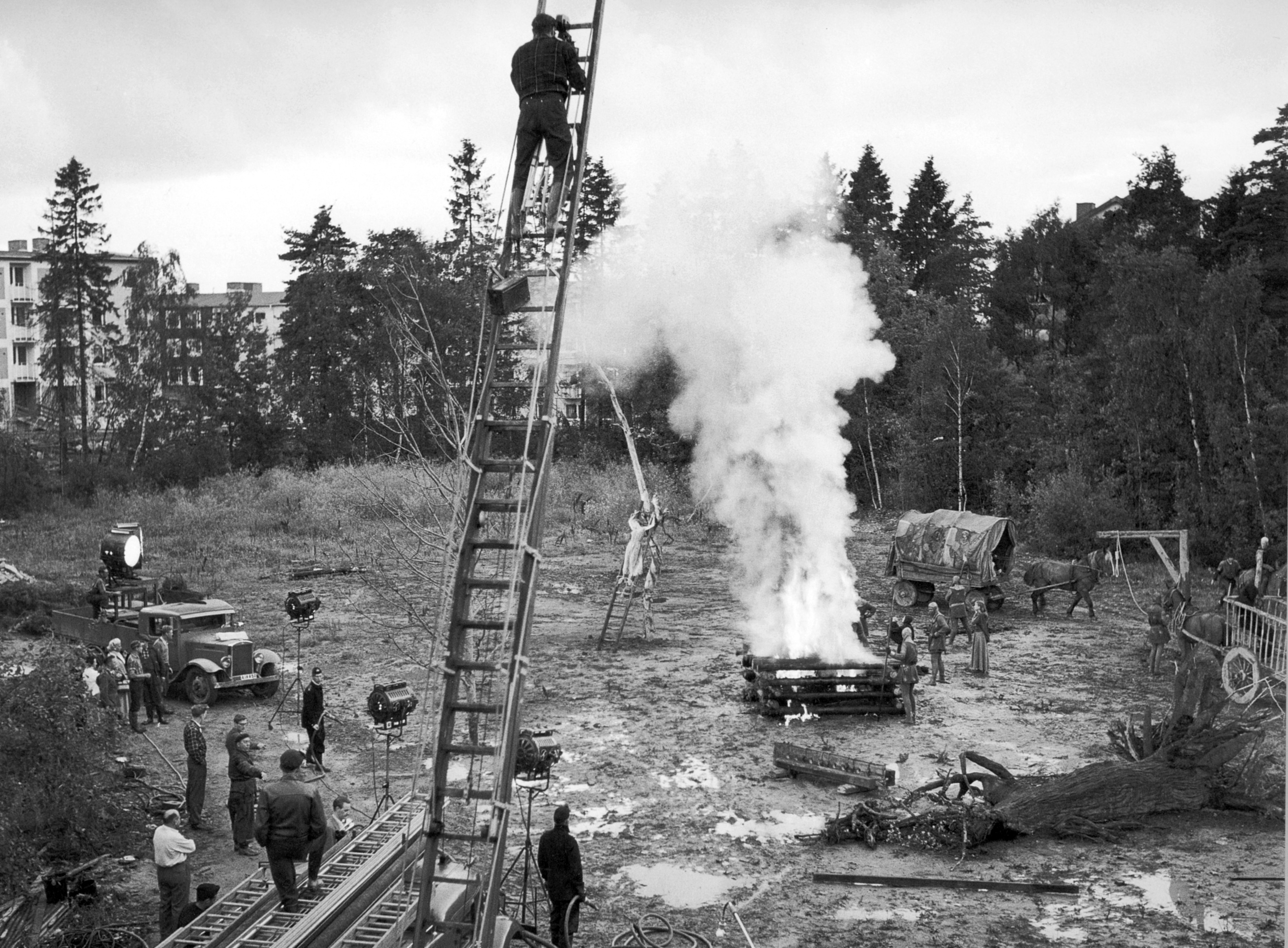
Under inspelningen: På brandbilen står Ingmar Bergman och på brandstegen filmfotografen Gunnar Fischer. I bakgrunden syns Råsundas bostadshus.

Filmen spelades in mellan den 2 juli och 24 augusti 1956. Inledningsscenen där Max von Sydow träffar Döden och spelar schack spelades in vid Hovs hallar på Bjärehalvön. Scenen var från början tänkt att spelas in på Alvaret på Öland. Eftersom Hovs Hallar ligger i fel riktning för att det ska förekomma en soluppgång över havet spelades sekvensen in när solen gick ned. Utöver denna scen spelades även smultronmåltiden med gycklarfamiljen och dödsdansen i silhuett mot horisonten in vid Hovs Hallar. Den sistnämnda scenen var en improvisation som spelades in på några minuter med ett par passare och turister som skådespelare. 25 år senare återkom Max von Sydow till platsen för en annan stor filmroll – ballonglyftet i Ingenjör Andrées luftfärd av Jan Troell är också inspelat här.
Resterande scener spelades in i ateljé i Gamla Filmstaden i Solna. Fotografen, Gunnar Fischer, har förklarat att utomhusscenerna skapade en rad problem på den tiden; bland annat var det både svårt och tidskrävande att släpa ner den 100 kg tunga kameran till stenstranden. Med tanke på den tidens tekniska begränsningar menar Fischer att det knappast är förvånande att så många filmer på den tiden spelades in i studion. Det tog endast 35 dagar att spela in filmen; Bergman hade lyckats få klartecken från SF efter att Sommarnattens leende, vilken haft premiär året innan, oväntat vunnit pris vid Filmfestivalen i Cannes och blivit en internationell framgång. Det sjunde inseglet skulle i sin tur komma att få ett kritikerpris i Cannes, delat med Andrzej Wajdas Kanal.
Även en del utomhusscener inklusive häxbränningen spelades in på Filmstadens bakgård. Trots att man försökte undvika att Råsundas bostadshus kom med i bild så syns de ändå i vissa scener.

### Musik i filmen
- Hållas mellan rona, kompositör Erik Nordgren, text Ingmar Bergman, sång Gunnar Björnstrand
- Det sitter en duva, kompositör Erik Nordgren, text Ingmar Bergman, sång Nils Poppe
- Ödet är en rackare, kompositör Erik Nordgren, text Ingmar Bergman, sång Gunnar Björnstrand
- Hästen sitter i trädet, kompositör Erik Nordgren, text Ingmar Bergman, Nils Poppe och Bibi Andersson
- Dies iræ, dies illa (Vredens stora dag är nära) latinsk text Tomas de Celano svensk text Severin Cavallin, bearbetning Johan Bergman och Natanael Beskow
- Skats sång (Jag är en liten fågel lätt), kompositör Erik Nordgren, text Ingmar Bergman, sång Erik Strandmark

## Mottagande
Filmen hade premiär den 16 februari 1957 på Röda Kvarn i Stockholm. Filmen gick under de kommande åren upp på biografer i Frankrike, Italien, Finland, USA, Belgien, Brasilien, Grekland, Danmark, Hongkong, Västtyskland, Australien och Japan.
Recensionerna var mestadels positiva, de flesta nästintill översvallande, men det fanns en eller två som var mycket negativa. Nästan alla kritiker såg filmen som ett intressant verk av en stor filmskapare. I Expressen skrev Staffan Tjerneld: "Det sjunde inseglet är inte bara Ingmar Bergmans vackraste film. Den har också det väsentliga konstverkets enkla men svårnådda skönhet. Ingmar Bergman har alltid varit besatt av den medeltida moraliteten. Den har dykt upp i de mest omöjliga sammanhang. Men nu fann han formen. Med ett bildspråk där allt är lika självklart, och med ett barnsligt äkta anslag berättar han för oss Balladen om Döden. Finns det dramatik, intrig och spelbara scener? Sådana frågor verkar löjliga. Filmen är sig själv, den ä r. Det räcker. Och man blir helt gripen... Kombinationen av bred bild och svartvitt är perfekt i Gunnar Fischers känsliga foto. Redan formatet har något av medeltida målningssvit. Men det bästa är att ingenting fått bli dekorativt självändamål. Filmen är gjord i de medeltida katedralbyggarnas anda av underkastelse."
Nils Beyer i Morgon-Tidningen tyckte att: "I sin helhet är filmen onekligen en kraftprestation. Men det är som om den inte riktigt kunde bära upp sitt eget patos. Behöver man gå tillbaka till digerdöden för att erinra oss tanklösa nutidsvarelser om att vi skall dö, och att hela livet i grunden är en både makaber och löjeväckande dödsdans? Ja, kanske, men i så fall tycker man, att Ingmar Bergman sagt det både finare och enklare i sitt lilla radiospel, 'Trämålning', som utgör själva kärnan i filmen." Beyer ansåg att det mest minnesvärda med filmen var skådespelarna och deras karaktärer: "Framför allt Max von Sydows korsriddare, som i ett slags upphöjt vemod rider genom landet för att söka meningen med livet och en Gud, som gömmer sig för honom, är otroligt suggestiv -- en blek, allvarlig don Quijote-gestalt med ett ansikte som skulpterat i trä."
Expressen sammanfattade filmens mottagande som att Bergman prisades som en konstnär men smutskastades som författare. John Landqvist, professor i litteraturvetenskap, menade att Bergman hade plagierat Strindberg, medan författaren (och blivande filmregissören) Vilgot Sjöman kom till sin väns försvar. Han menade i Tidsspegeln att Bergman var en stor diktare och kallade Det sjunde inseglet för: "det främsta historiska dramat i Sverige sedan Strindberg skrev Folkungasagan". Den recensent som kritiserade filmen hårdast var Hanserik Hjertén i Arbetaren. Han kallade filmen för "ett misslyckande". Internationellt mottogs filmen med nästan universellt beröm. Den franske regissören Eric Rohmer beskrev Det sjunde inseglet som "en av de vackraste filmer som någonsin gjorts" och den amerikanska filmkritikern Andrew Sarris kallade filmen för ett "existentiellt mästerverk". Filmen startade en livlig pressdebatt i vilken bland annat Johan Landquist, Marianne Höök, Ivar Harrie, Hanserik Hjertén, Arne Ericsson och Paul Patera deltog.

### Priser och utmärkelser
Vid filmfestivalen i Cannes 1957 fick Bergman juryns specialpris (delat med Andrzej Wajdas Kanal som handlar om det polska upproret mot tyskarna i Warszawa hösten 1944). Filmen nominerades även till Guldpalmen. I Cinema Writers Circle Awards i Spanien 1962 vann filmen pris för både bästa film och bästa regi. Av Folket i Bild 1957 mottog filmen två silverstatyetter varav en var tillägnad Gunnar Björnstrand. Av Svenska Filmsamfundet blev filmen 1957 utsedd till bästa film i kritikeromröstning i SFS:s årsbok.
Filmen kom snabbt att ses som början på ett nytt skede i Bergmans filmskapande, den betecknar både hans verkliga internationella genombrott på bred front och övergången till ett skede där hans filmer fick mer idédramatisk prägel och där han knappast längre behövde oroa sig för avslag på sina filmmanus. Det är också den första film där han samarbetar med Max von Sydow; denne skulle snabbt bli en central skådespelare som Bergman kom att skriva många roller för. Marianne Höök har kommenterat att von Sydow med sin kärva auktoritet och sin naturliga men stillsamt dramatiska diktion var den skådespelare Bergman behövde för att gå i närkamp med tragiska och existentiella ämnen, både på teaterscenen och på film: "här hade han sin Peer Gynt, sin Misantrop, sin Faust". Samtidigt innebär detta fynd att Bergman under några år slutar göra filmer om kvinnor och att hans bana som framgångsrik och säker komediregissör i stort sett är över.
Det sjunde inseglet är en av titlarna i boken Tusen svenska klassiker (2009).

## Populärkulturella referenser till filmen
Filmens inledande scen där riddaren inleder ett parti schack med döden har parodierats i flera andra filmer, till exempel i trailern till Monty Pythons galna värld (1974), i komedi-parodin Yrrol (1994) av Lorrygänget, och i komedin Bill & Teds galna mardrömsresa (1991) där Bill och Ted spelar bland annat Sänka skepp, Cluedo, fotbollsspel och Twister mot Döden (spelad av William Sadler). I en reklam för bemanningsföretaget Manpower som visades på TV i slutet av 1990-talet anspelar man också på filmen, då Bergman (spelad av Robert Gustafsson) föreslår att Döden ska få en tårta i ansiktet, varpå filmteamet hotar med att ringa till "Nisse på Manpower" om han inte visar mer ångest i filmen. Referenser till filmen finns även i den amerikanska actionkomedin Den siste actionhjälten (1993), där Döden kliver ut ur bioduken och startar kaos i salongen.
Filmen syns också i SVT:s julkalender Håkan Bråkan från 2003, baserad på Anders Jacobsson och Sören Olssons verk, där Håkan tittar på filmen. Även en tecknad version av filmen förekommer.
Om Liemannen kommer för att hämta en döende sim i datorspelet The Sims 3 (2009) kan en annan sim spela schack med honom för att kanske kunna rädda livet på den döende simmen.
I det återkommande inslaget "Cheating Death With Dr. Stephen T. Colbert, D.F.A." i TV-programmet The Colbert Report ses Stephen Colbert spela schack mot döden.